# Sisante
Sisante község Spanyolországban, Cuenca tartományban. Sisante Vara de Rey, Tébar, El Picazo, Alarcón, Casas de Benítez, Villalgordo del Júcar, Casas de Guijarro és Pozoamargo községekkel határos. Lakosainak száma 1660 fő (2024).

## Népesség
A település népessége az utóbbi években az alábbiak szerint változott:
| Lakosok száma | 1809 | 1795 | 1840 | 1958 | 1929 | 1800 | 1698 | 1642 | 1619 | 1660 |
|               | 2001 | 2004 | 2006 | 2009 | 2011 | 2014 | 2016 | 2019 | 2021 | 2024 |